# Carina Karlsson
Carina Karlsson (11 september 1963) is een tennisspeelster uit Zweden.
Tussen 1984 en 1987 speelde Karlsson 9 partijen op de Fed Cup voor Zweden.
In 1984 was Karlsson de eerste die in het vrouwenenkelspel van Wimbledon via het kwalificatietoernooi doordrong tot de kwartfinale van dit toernooi.
Sinds 1985 had Karlsson problemen met haar ogen, waarvoor ze contactlenzen droeg. In 1987 stapte ze weer over op een bril, waarop ze prompt weer beter ging spelen na aan mindere periode. Toch stopte ze aan het eind van het seizoen in 1987 met professioneel tennis.